# Basilica di Nostra Signora del Perpetuo Soccorso
La basilica di Nostra Signora del Perpetuo Soccorso (in francese: basilique Notre-Dame-du-Perpétuel-Secours) è un luogo di culto cattolico di Parigi situato nell'XI arrondissement, lungo il boulevard de Ménilmontant, e sede dell'omonima parrocchia appartenente all'arcidiocesi di Parigi.
La chiesa è stata elevata alla dignità di basilica minore da papa Paolo VI il 25 giugno 1966 ed è affiliata alla basilica di Santa Maria Maggiore in Roma.
La basilica si trova nei pressi della stazione della metropolitana di Parigi Père Lachaise (linee  e ).

## Storia
L'XI arrondissement di Parigi venne istituito nel 1860: esso, in origine, comprendeva vari villaggi situati alla periferia orientale della città, sulla rive droite. Nella seconda parte del XIX secolo, fu soggetto ad un rapido sviluppo con conseguente crescita demografica, dovuta sia alla nascita di numerose industrie nella zona, sia al fenomeno dell'immigrazione: nel 1870, con i suoi 149.641, era l'arrondissement più popoloso della capitale.
Nel 1872, l'arcivescovo di Parigi Joseph Hippolyte Guibert, O.M.I. volle la costruzione nel quartiere della Roquette, nell'area centro-orientale dell'XI arrondissement, di una cappella dedicata a sant'Ippolito, che dal 2 agosto 1874 venne affidata alla Congregazione del Santissimo Redentore; i Redentoristi vi rimasero fino al 1880, anno in cui vennero espulsi a causa delle leggi antireligiose, e vennero reintegrati nel gennaio 1881, anche se ebbero il permesso per riprendere il loro servizio nella cappella solo nel 1888.
L'edificio, divenuto ormai insufficiente per la popolazione in continua crescita, dovette essere sostituito da uno più grande, il quale venne dedicato alla Madre del Perpetuo Soccorso, la cui immagine, copia dell'icona cretese venerata nella chiesa romana di Sant'Alfonso all'Esquilino, era stata portata dai Redentoristi nella cappella, ed era divenuta la patrona dell'omonima arciconfraternita.
Il progetto della nuova chiesa venne realizzato dall'architetto della congregazione frère Gérard, e la costruzione iniziò nel 1892 per terminare quattro anni più tardi, nel 1896. La chiesa venne consacrata il 25 aprile 1898.
I Redentoristi dovettero lasciare la chiesa nuovamente dal 1901 al 1921 (durante questo periodo la gestione andò alla parrocchia di Sant'Ambrogio, all'interno del cui territorio si trovava la chiesa di Nostra Signora del Perpetuo Soccorso) e definitivamente nel 1960; in quell'anno venne istituita la parrocchia omonima, affidata al clero diocesano di Parigi.
Il 25 giugno 1966, papa Paolo VI, con la bolla Pour qu’il soit gardé perpétuelle mémoire, elevò la chiesa alla dignità di basilica minore, affiliandola alla basilica di Santa Maria Maggiore in Roma.
Dopo il Concilio Vaticano II, è stato demolito l'antico altare maggiore ed allestito sotto la crociera, negli anni 2000, un nuovo presbiterio in stile moderno, i cui elementi sono stati realizzati con materiali leggeri per non gravare sulla sottostante cripta.

## Descrizione

### Dimensioni

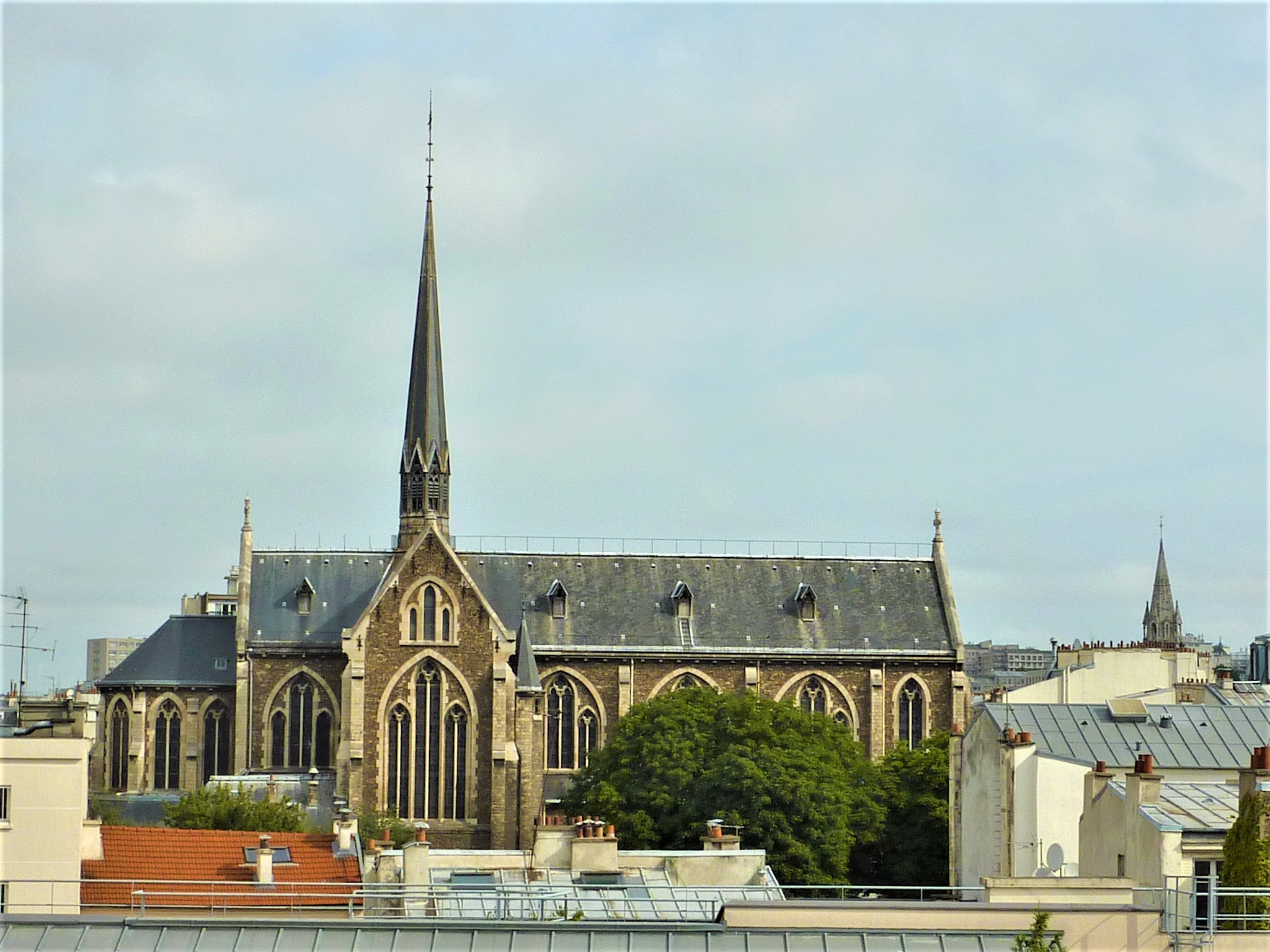
Veduta esterna

| Parametro            | Misura |
| -------------------- | ------ |
| Lunghezza            | 60 m   |
| Larghezza            | 22 m   |
| Altezza della volta  | 32 m   |
| Altezza della fléche | 62 m   |

### Esterno
Esternamente, la basilica di Nostra Signora del Soccorso è priva di una facciata di carattere monumentale: la chiesa, infatti, è chiusa sui lati orientale e settentrionale da edifici residenziali, e il prospetto, a capanna e preceduto da un nartece, non è visibile dal boulevard de Ménilmontant poiché dà su un cortile interno. Le fiancate e la parte absidale presentano un paramento murario in mattoni scuri, con elementi in pietra bianca. Al di sopra della crociera si eleva la flèche.

### Interno

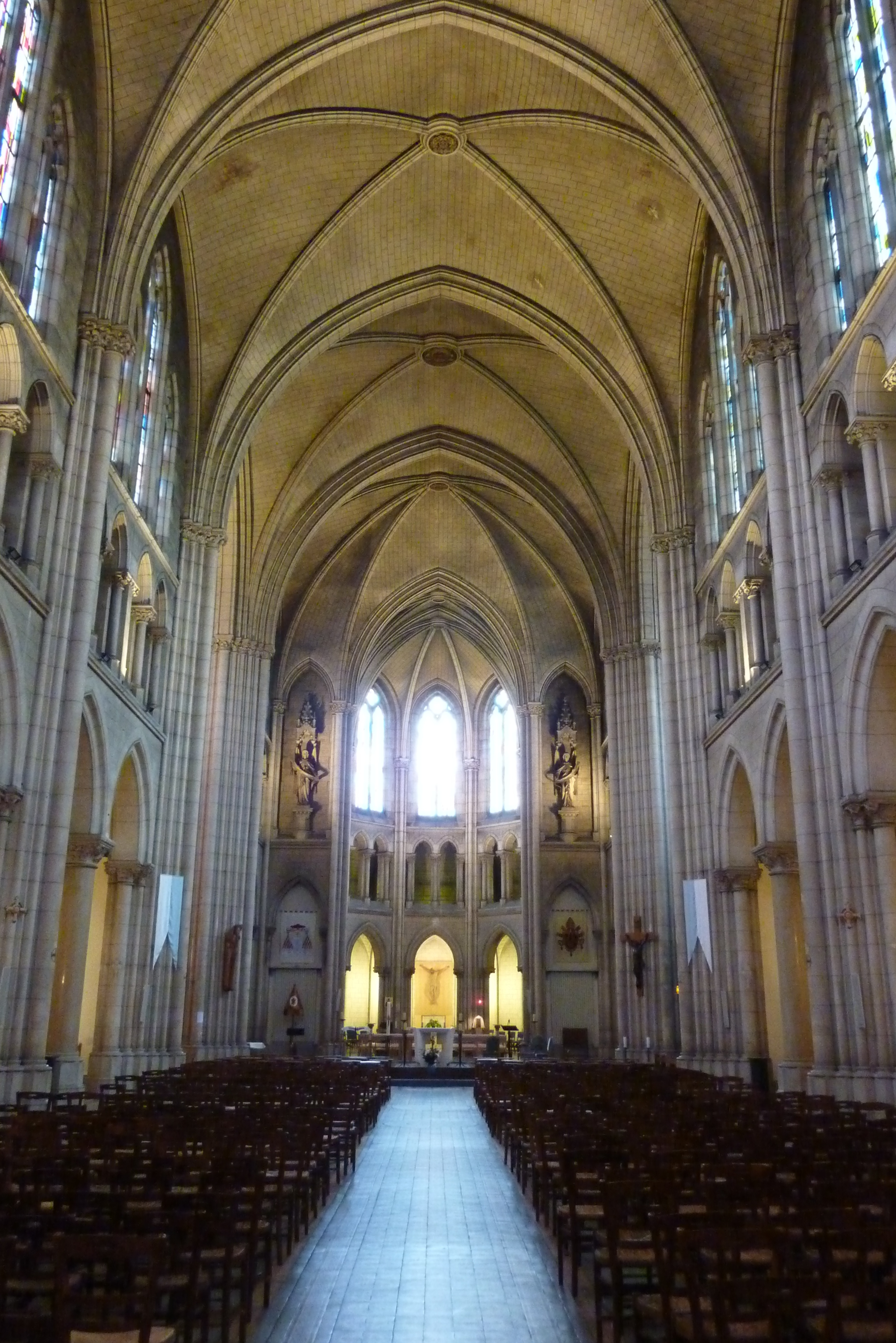
Interno

Internamente la basilica presenta una struttura con pianta a croce latina. L'aula è costituita da un'unica navata, preceduta da un endonartece e formata da tre campate (una quarta si trova oltre la crociera), ciascuna delle quali è coperta con volta a crociera; lo schema delle pareti laterali in ogni campata è il seguente: in basso vi sono due archi ogivali poggianti su colonne con capitello scolpito, ciascuno dei quali dà accesso ad una cappella laterale (così, entrando nella chiesa, si ha l'impressione che l'edificio sia a tre navate); più in alto vi sono il triforio (che continua anche nel transetto) e il cleristorio, quest'ultimo formato da alte bifore disposte in gruppi di tre.
Nel braccio di sinistra del transetto, in una nicchia che si apre nella parete fondale, si trova una riproduzione dell'icona di Madre del Perpetuo Soccorso (l'originale è custodito presso la chiesa di Sant'Alfonso all'Esquilino, a Roma), dedicataria della chiesa. Nella cappella laterale adiacente, trova luogo il marmoreo cenotafio di Sant'Alfonso Maria de' Liguori, mentre sul pilastro posteriore di sinistra della crociera, vi è una moderna scultura in legno raffigurante San Giuseppe il giusto, opera di Joseph Pyrz (2003).
Il presbiterio attuale è stato realizzato negli anni 2000 su progetto di Nicolas Déhu, dopo che era stato demolito l'antico altare maggiore in marmo. Gli arredi sono di gusto moderno e in materiali molto leggeri per non gravare sulla sottostante cripta. Al centro, su una pedana rialzata, vi è l'altare, mentre sulla sinistra vi è l'ambone. Nell'abside poligonale, la quale è circondata dal deambulatorio ed è a sezione minore rispetto alla navata, si trova la cappella feriale, con moderno altare in marmo e crocifisso ligneo scolpito.
Il pavimento musivo policromo è originario; invece, le vetrate policrome moderne sono state realizzate nel 1960 dall'atelier di Marcelle Lecamp e sono di carattere aniconico, incentrate sulle sfumature dei colori.

### Organo a canne

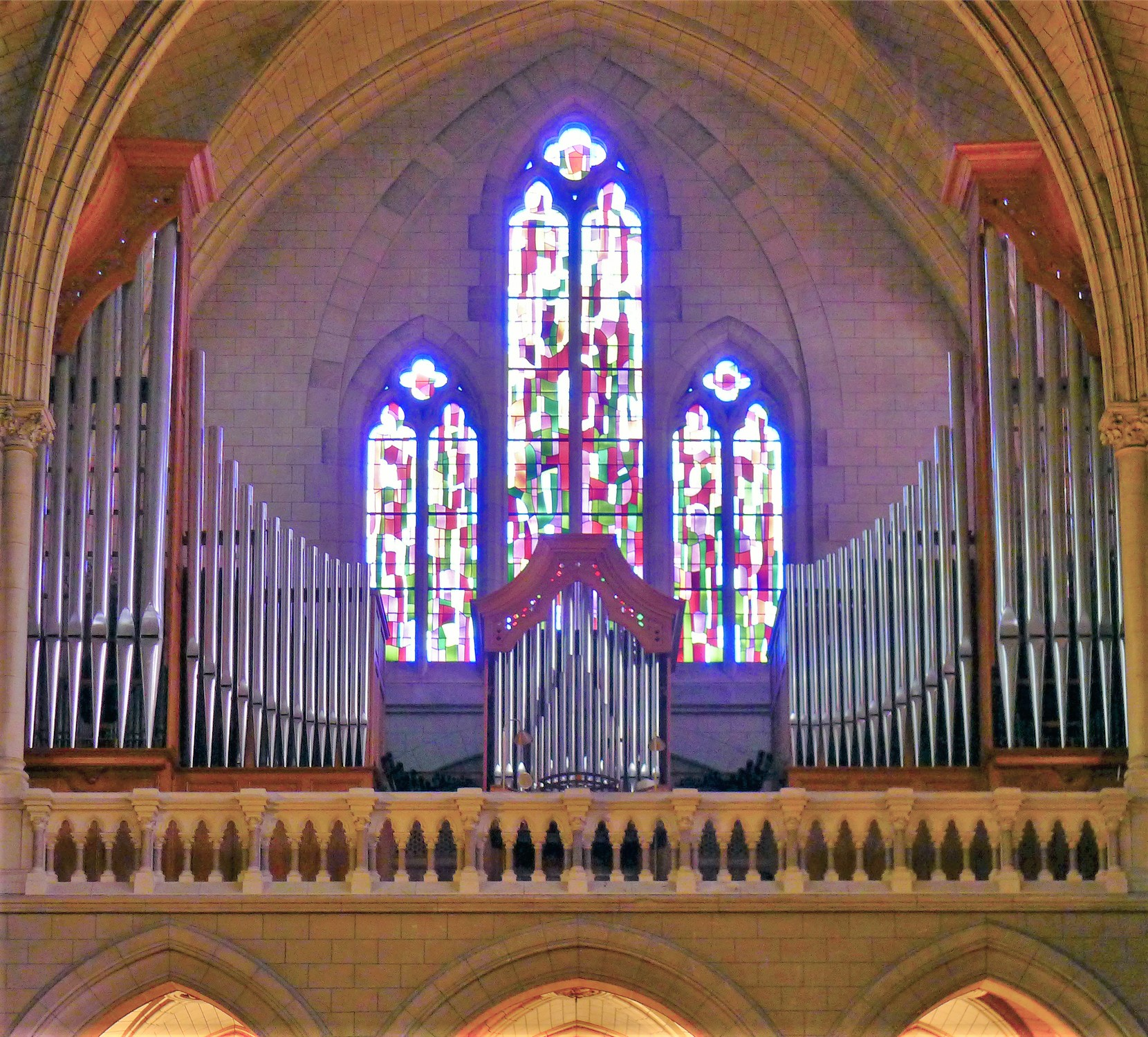
L'organo a canne

Un primo organo a canne venne installato nel presbiterio della chiesa nel 1965: si trattava di uno strumento a trasmissione integralmente meccanica costruito dall'organaro Bourgarel; esso disponeva di 22 registri su tre tastiere, mentre la pedaliera era priva di registri propri.
Nel 1994, in parroco Jean Louveau decise di far costruire un nuovo strumento; l'incarico venne affidato all'organaro Bernard Dargassies che riutilizzò parte del materiale fonico di organi dismessi, tra i quali quello già presente nella basilica. La prima fase dei lavori si concluse nel 1995, mentre tra il 1996 e il 1997 venne effettuata la seconda; nel 2004, l'organo è stato nuovamente modificato dal suo costruttore.
Lo strumento è a trasmissione elettrica e si compone di 62 registri (dei quali la Bombarde 32' elettronico). La mostra è composta da canne di principale dell'ordine di 16', con bocche a mitria, in parte incorniciate da una cassa lignea in più sezioni che presenta sobrie decorazioni in stile neogotico. La consolle, indipendente, è situata anch'essa in cantoria e dispone di tre tastiere di 61 note ciascuna e pedaliera concava di 32 note; i registri sono azionati da pomelli ad estrazione ai lati dei manuali.

## Altre immagini

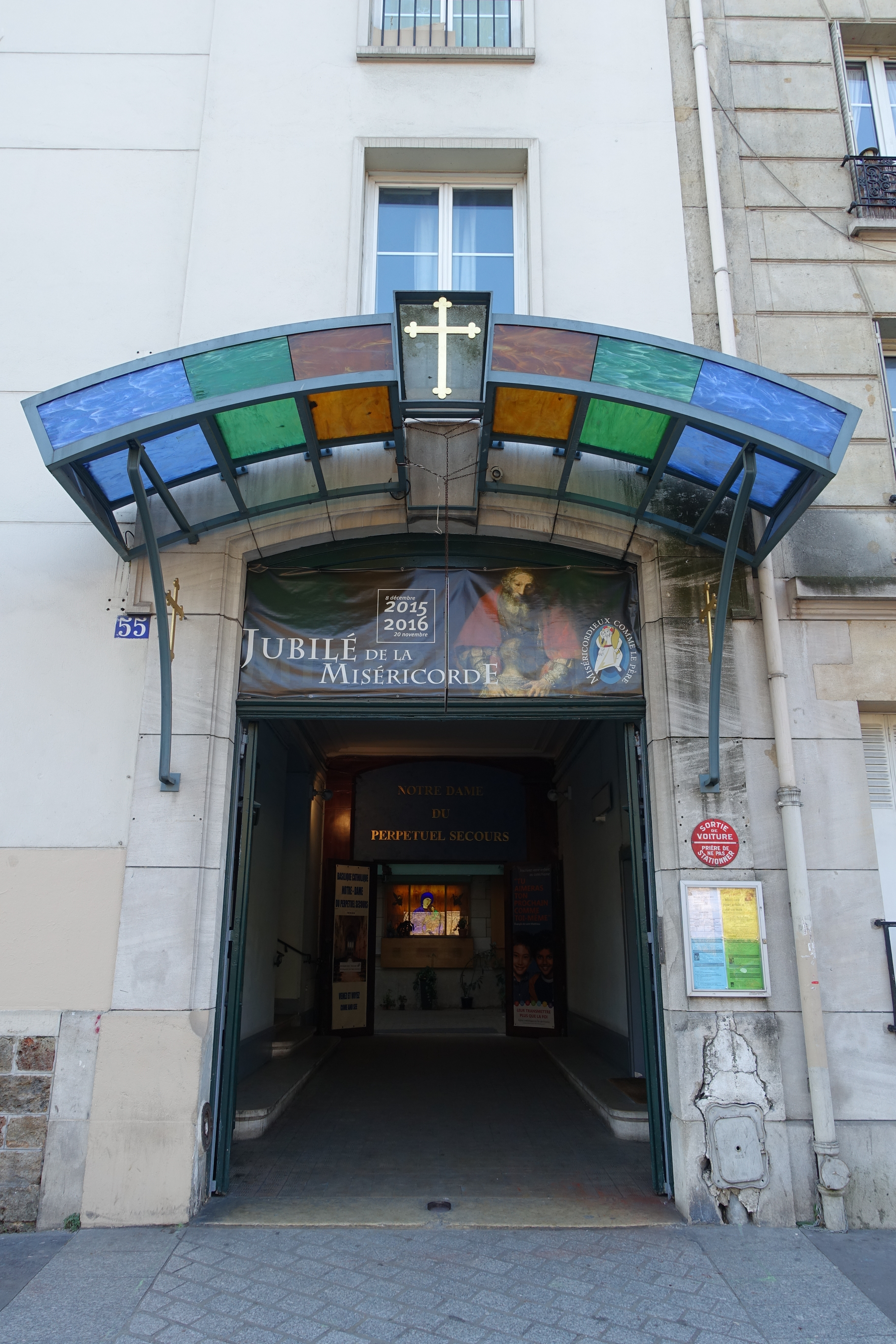
Ingresso
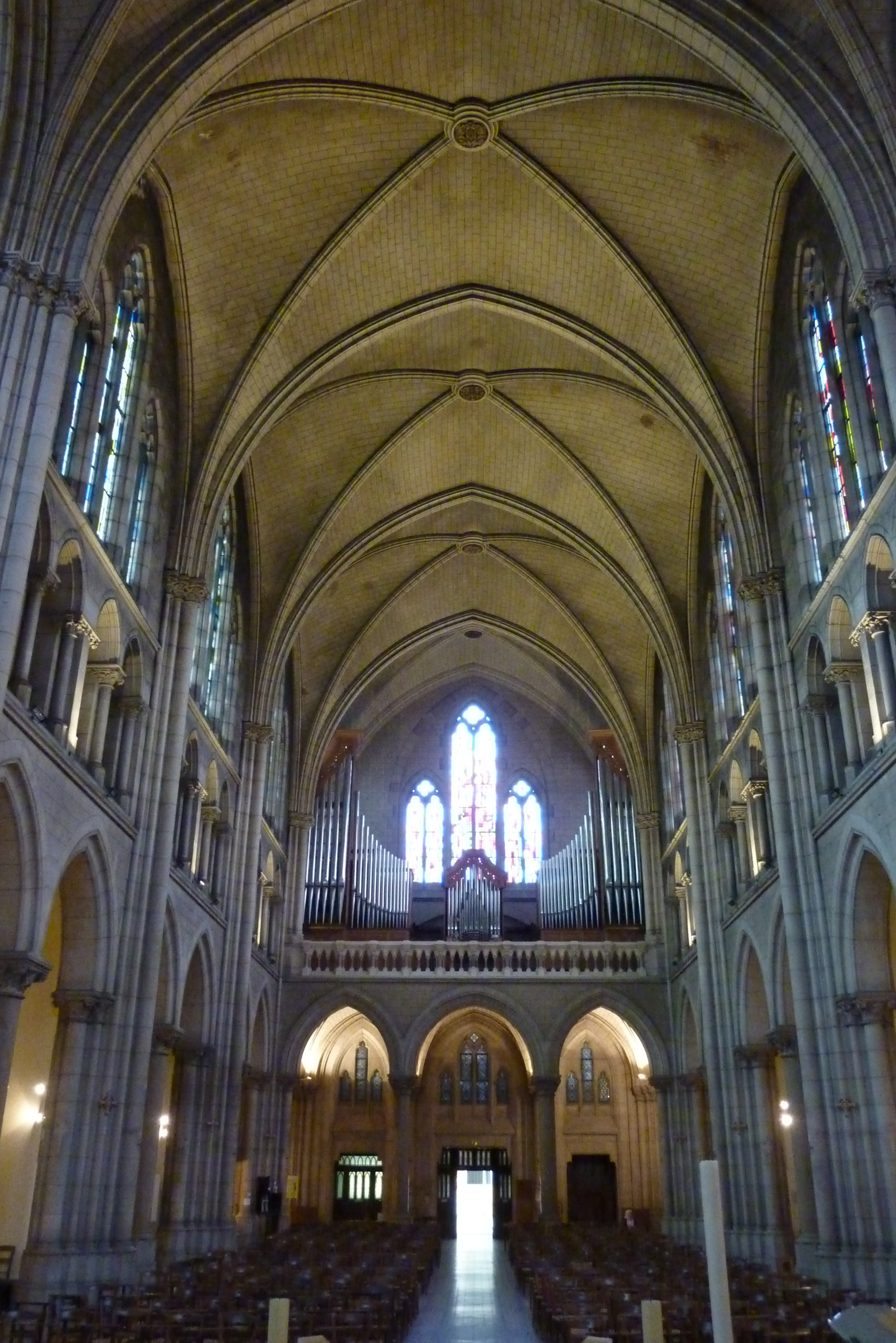
Interno verso la controfacciata
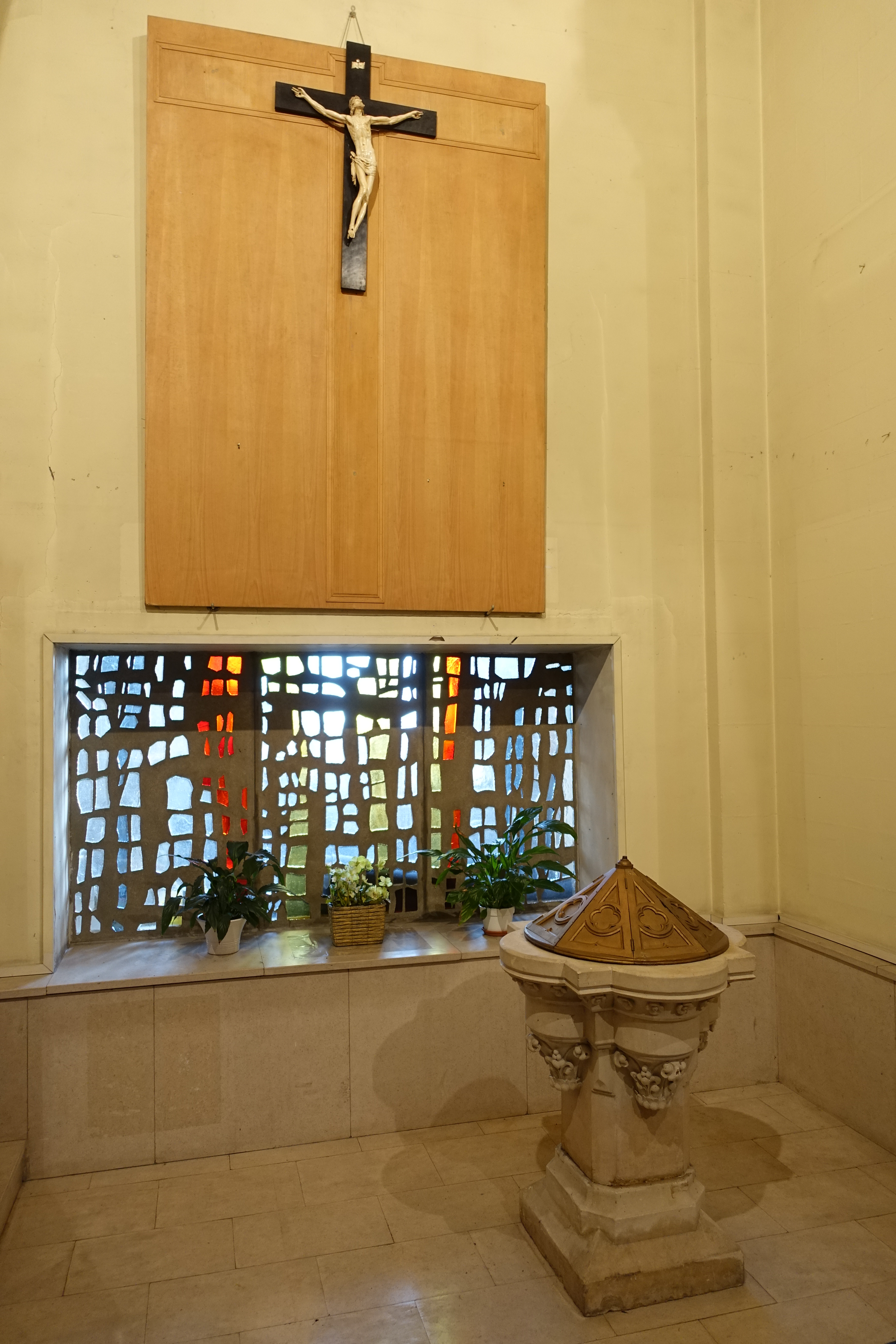
Battistero
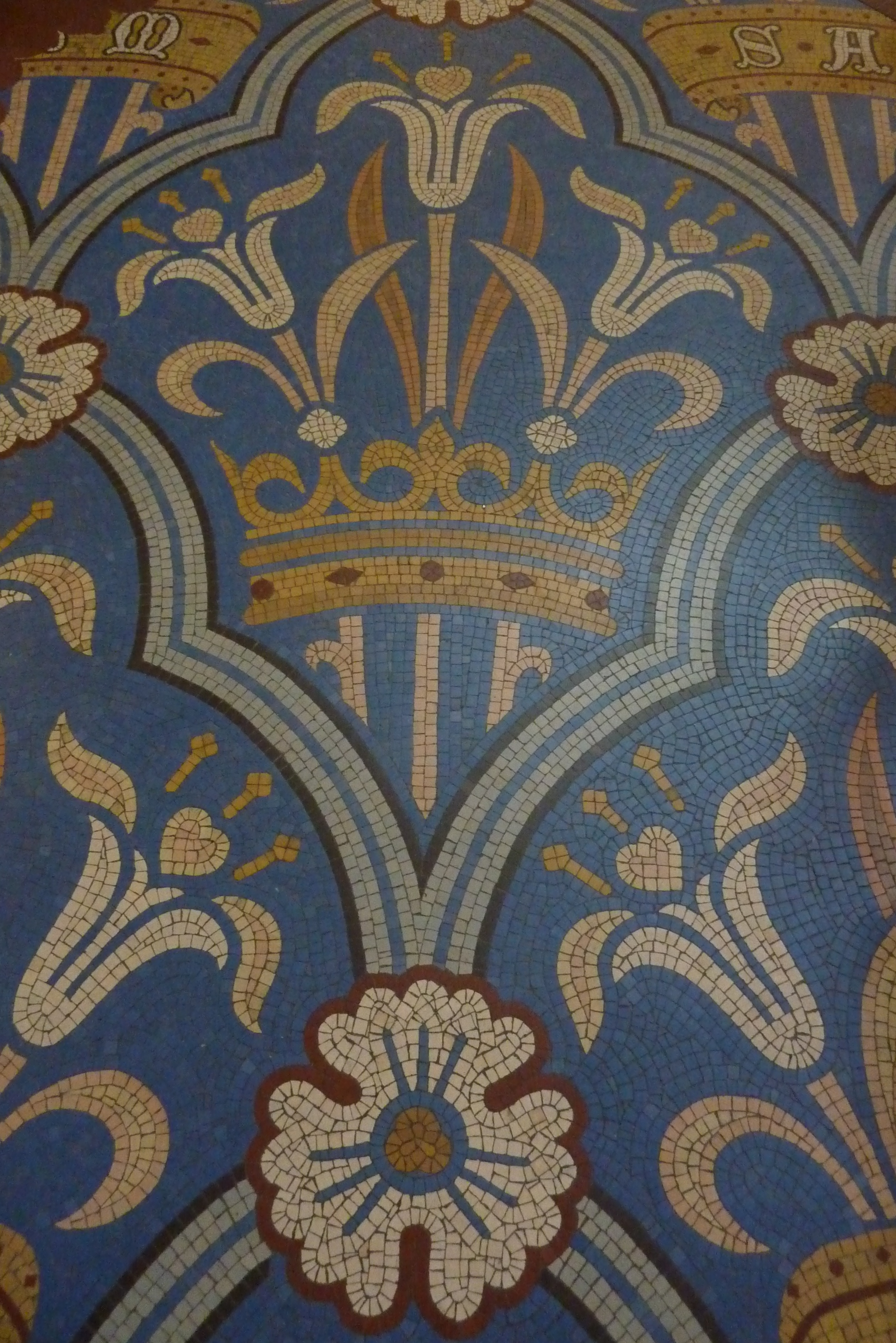
Particolare del pavimento musivo
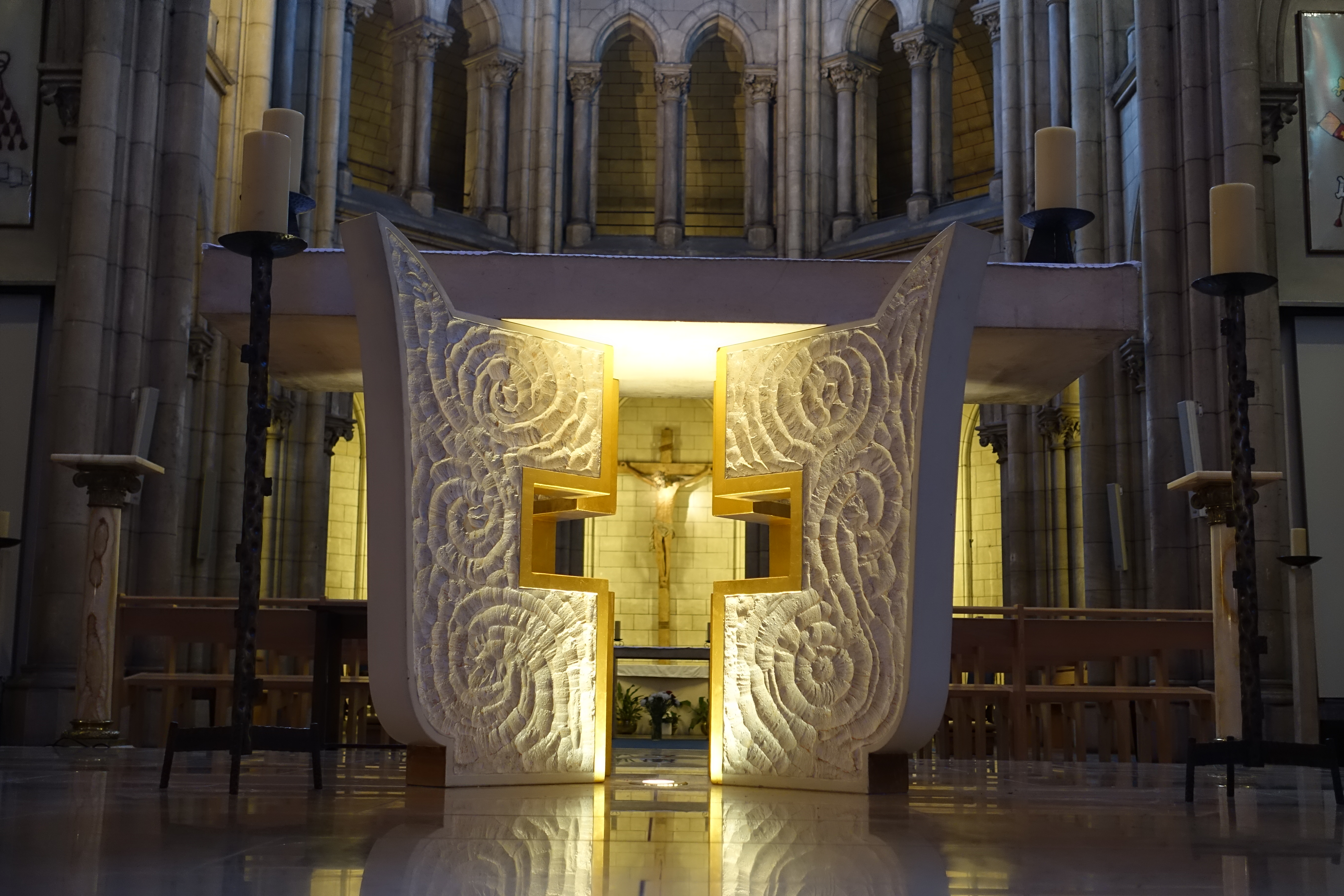
Altare maggiore
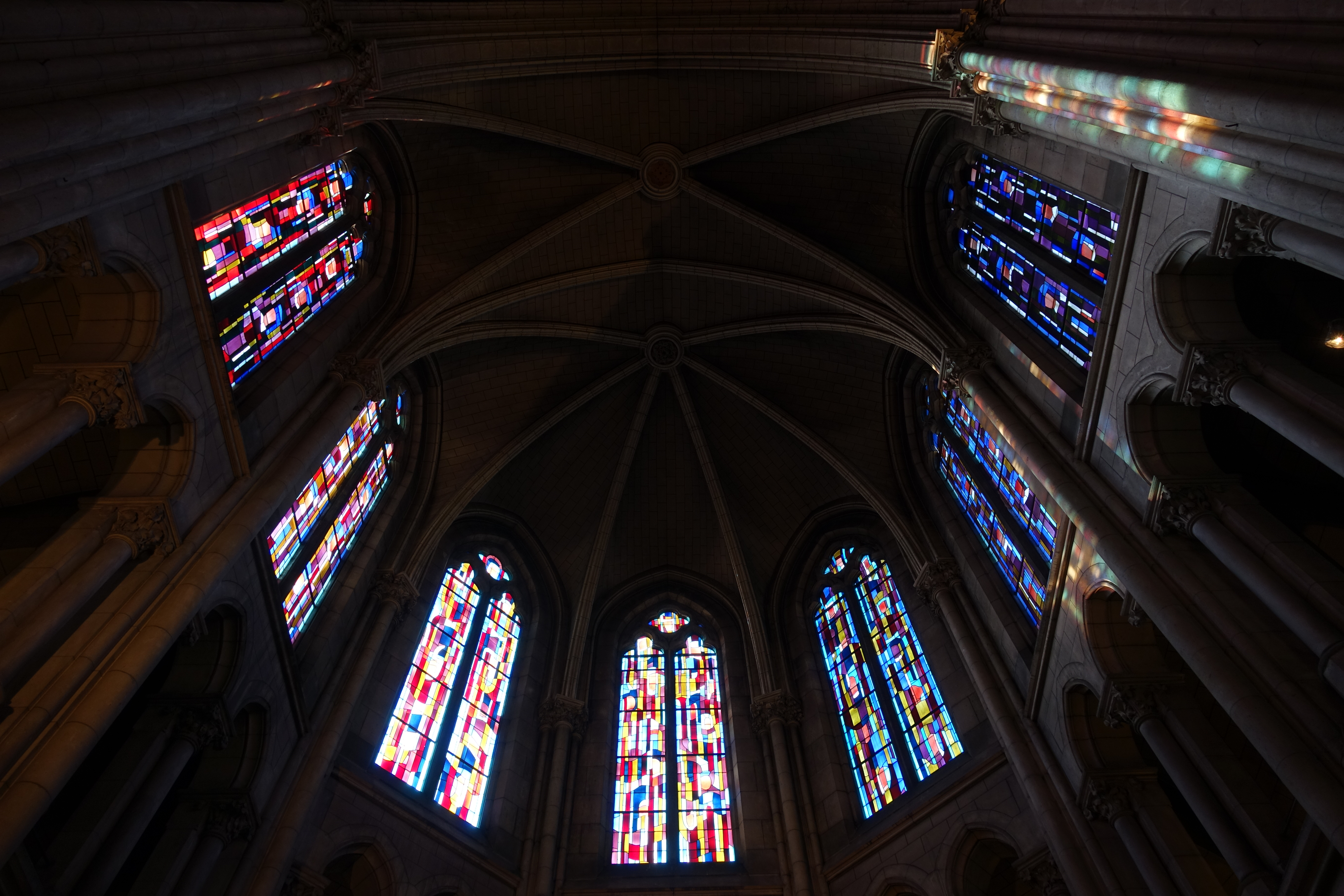
Vetrate dell'abside
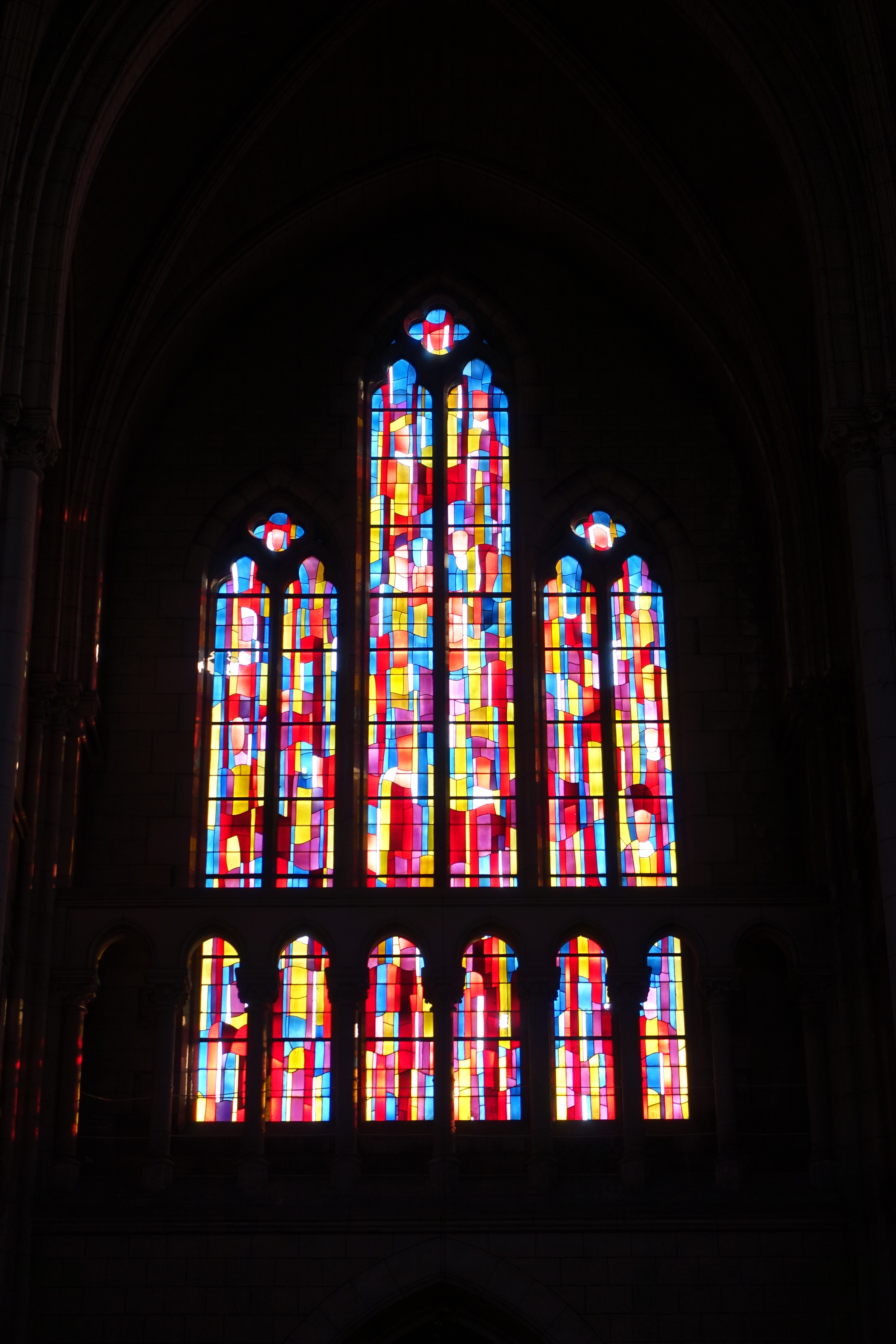
Vetrate del transetto